# 8289 An-Eefje
A 8289 An-Eefje (ideiglenes jelöléssel 1992 JQ3) a Naprendszer kisbolygóövében található aszteroida. Henri Debehogne fedezte fel 1992. május 3-án.